# April O'Neil
Pour les articles homonymes, voir O'Neill et April O'Neil (actrice pornographique).
April O'Neil est un personnage de fiction et une alliée des Tortues Ninja. Créée par le scénariste Kevin Eastman et le dessinateur Peter Laid, elle apparaît pour la première fois dans la série de comic books Teenage Mutant Ninja Turtles de la maison d'édition Mirage Studios. Le personnage a participé aux aventures des Tortues Ninjas pour les différentes maisons d'édition qui les ont publiés et est également présent dans les adaptations télévisées et cinématographiques. Dans ses multiples versions ou adaptations, April O'Neil est soit présentée comme une scientifique soit comme une jeune journaliste travaillant pour une chaine info. Elle est connue pour avoir des sentiments pour le justicier Casey Jones.

## Comics
April O'Neil était à l'origine l'assistante de Baxter Stockman, un scientifique renommé. Elle aida à concevoir les Dératiseurs, des petits robots tueurs de rats fonctionnant sur un programme d'intelligence artificielle collective, destinés à résoudre les problèmes d'invasions de rats dans les égouts de Manhattan.
Un jour, elle découvrit que Stockman utilisait les Dératiseurs pour commettre des vols, et prévoyait de rançonner la ville en menaçant de la faire s'écrouler d'en dessous. Horrifiée, elle tenta de s'enfuir, mais Stockman lui laissa les égouts pour seule issue, et lâcha les Dératiseurs sur elle. Elle ne dut sa survie qu'à l'intervention des Tortues Ninja, qui, passant par là, la sauvèrent et la ramenèrent à leur refuge à Splinter. D'abord effrayée, elle finit par prendre les créatures en sympathie.
Ayant découvert que les manigances de Stockman menaçaient leur nid, les Tortues prirent le parti d'aider April à l'arrêter. Ils l'atteignirent sans trop de mal, mais le scientifique, avant d'être neutralisé, lança un programme d'urgence pour ordonner aux Dératiseurs de revenir et de les détruire. Combinant ses efforts avec ceux de Donatello, April réussit à arrêter les machines juste à temps. Elle fut ensuite ramenée à la surface par les Tortues et regagna sa maison, non sans leur laisser son numéro au cas où ils auraient besoin d'elle.
Cependant, en rentrant de leur côté, les Tortues trouvèrent leur refuge dévasté par les Dératiseurs et Splinter disparut. Inquiets, ils contactèrent April, lui demandant un nouvel endroit où se cacher. April vint les récupérer et accepta de les héberger chez elle. On apprit à l'occasion qu'elle possédait une boutique d'antiquités en bas de son appartement.
Durant le temps où les Tortues vécurent chez elle, April développa une affection pour eux. Durant la période où ils furent envoyés dans une autre galaxie par un dysfonctionnement du téléporteur des Utroms, elle s'inquiéta pour eux. Elle put finalement les voir revenir, avec Splinter retrouvé.
Dans l'issue #10, les Tortues firent face au retour inattendu de Shredder, qui, de nouveau à la tête du Clan des Foot, prit d'assaut la maison d'April après avoir sauvagement attaqué Leonardo. April fut contrainte de fuir avec les Tortues, Splinter et Casey Jones, laissant sa maison et sa boutique détruite par les Foot, et le groupe de rescapés se réfugia dans l'ancienne ferme de la grand-mère de Casey.
Durant le séjour à la ferme, April assista à la remise lente de chacune des Tortues, plus particulièrement de Leonardo. Lorsqu'elle faillit se noyer dans un lac gelé, Leo la sauva, et regagna apparemment confiance en lui-même par cet acte.
Pendant longtemps, elle avait une relation avec Casey Jones, et le couple a adopté une fille nommée Shadow.

## Séries télévisées

### Tortues Ninja: Les Chevaliers d'écaille
Dans la première série télévisée de 1987, April O'Neil est une journaliste du Canal 6, elle est employée par Burne Thompson. Elle rencontre les Tortues Ninja, après qu'un groupe de criminels l'a attaquée. April est constamment à la recherche d'un scoop, et a tendance à souvent se mettre dans des situations dangereuses (elle se retrouve souvent ligotée et bâillonnée), à la suite de quoi les Tortues doivent la tirer d'affaire. Ce procédé a fini par tourner en gag récurrent (running gag) dans la série (dans Turtles Forever, Leonardo dit qu'ils l'ont déjà sauvée plusieurs fois dans la journée, les tortures ont aussi dit reconnaître ses gémissements lorsqu’elle est bâillonnée ). De plus elle n'est pas assistante de labo comme dans le comics et n'a aucun lien avec Baxter Stockman. Ses talents de combat sont mentionnés. Elle est souvent kidnappée, bâillonnée, ligotée et fourrée dans un sac par les Krangs ou Shreder.

### Les Tortues Ninja(2003)
Dans la version de 2003, April est essentiellement basée sur la version du comic, à quelques différences mineures près. Elle était ici l'assistante de Baxter Stockman, qui l'avait aidé à créer les Dératiseurs. Cependant, après avoir découvert par hasard que son employeur les utilisait pour voler, elle se retrouva poursuivie par les robots jusque dans les égouts. Là, elle fut sauvée de justesse d'une mort atroce par les Tortues Ninja.
Il est à noter que, bien qu'elle corresponde davantage aux comics, on retrouve chez elle des allusions indirectes à la April de 80. Elle a par exemple la même réaction lorsqu'elle voit pour la première fois les Tortues et Splinter. Au cours d'un épisode, elle revêt une tenue jaune similaire à celui de la April de 80 et se fait passer pour une reporter afin d'aider les Tortues.
Elle possède des talents de combat comme celle de 1987.

### Les Tortues Ninja(2012)
April est une adolescente douée en informatique. Son père se fait enlever par les Kraangs, des extra-terrestres. Elle rencontre alors les tortues, qui sont âgés de 15 ans en train de faire leur première sortie dans les rues de New York. Ils lui viennent en aide à la demande Donatello tombé sous le charme d'April. Au cours de ses aventures avec les tortues, maître Splinter remarque qu'elle a des affinités au combat et lui propose de faire d'elle une Kunoïchi, c'est-à-dire une femme ninja. Elle accepte et fait des progrès remarquables. April désire même se choisir une arme à l'instar des garçons et essaie différents types d'armes (kamas, massue...) mais aucune d'elles ne va. Maître Splinter lui offre alors l'éventail en fer frappé du symbole du clan Hamato qu'il comptait offrir à sa fille Miwa mais la croyant disparue, il préfère le remettre à April. Cette dernière démontre alors un talent naturel dans l'utilisation de son arme en l'utilisant aussi bien au corps à corps qu'à la manière d'un boomerang. L'on apprendra un peu plus tard que la raison pour laquelle les Kraangs s’intéressent tant à elle est qu'elle est le chainon manquant dans leur expérience sur le mutagène. En effet, avec l'ADN d'April et du mutagène, il est possible de réaliser du rétro-mutagène, une substance orangée capable d'annuler les effets néfastes du mutagène. En plus, elle est immunisée contre les effets de la substance mutante ce qui lui sauvera la vie une fois. Casey Jones, qu'elle rencontrera plus tard, tombera amoureux d'elle et naturellement une rivalité naîtra entre lui Donnatelo ce qui deviendra un gag récurrent de la série.
Cependant, à la suite d'un des épisodes  de la saison 3, April finit tout de même par faire son choix car lorsque Bigfoot tombe sous le charme de Donatello, big foot le colle, le suit partout et Donnie se sent très mal a l'aise puisque lui aime April et non pas Big foot. Il comprend alors que c'est ce que ressent sûrement April lorsqu'il la suit. Donnie va voir April et lui avoue qu'il comprend maintenant ce que ça fait d'être aimé par quelqu'un que l'on aime pas. Il rajoute « Je suis juste qu'un mutant » tête baissée, l'air triste. April s'approche de lui et lui répond : « Non, t'es pas juste un mutant, tu es mon mutant à moi ! » Et elle l'embrasse cette fois sur la bouche. Ce qui prouve qu'elle avait sûrement des sentiments pour lui. Elle a cru revoir sa mère qui est en réalité un clone démoniaque. De plus elle porte l'amulette qui la manipule (en vérité Za-Naron).

## Versions cinématographiques

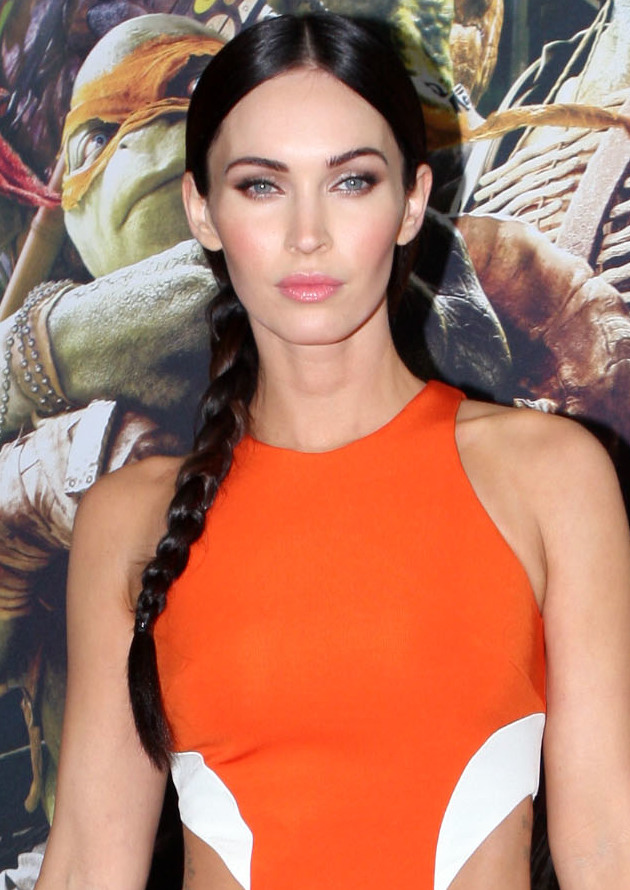
Megan Fox à une projection spéciale Teenage Mutant Ninja Turtles

Dans la trilogie des films Les Tortues Ninja des années 1990, April O'Neil est une journaliste de la chaîne d'information Channel 3. Elle est interprétée par Judith Hoag dans Les Tortues Ninja (Teenage Mutant Ninja Turtles) et par Paige Turco dans Les Tortues Ninja 2 : Les héros sont de retour (Teenage Mutant Ninja Turtles II: The Secret of the Ooze) et Les Tortues Ninja 3 (Teenage Mutant Ninja Turtles III). Dans le film d'animation de 2007 TMNT : Les Tortues Ninja (TMNT), elle est doublée par Sarah Michelle Gellar.
Dans le film Ninja Turtles qui est un reboot, et sa suite Ninja Turtles 2, April O'Neil est interprétée par Megan Fox.